# بخش‌هایی از زندگی
بخش‌هایی از زندگی (انگلیسی: Slices of Life) یک فیلم کمدی-علمی تخیلی محصول سال ۱۹۸۵ به کارگردانی François Leterrier است.